# Juan Bautista Gosálvez Navarro
Juan Bautista Gosálvez Navarro (El Cabanyal 1844-Valencia 1927), fue un maestro de obras valenciano, especialmente activo durante el modernismo valenciano en el barrio del Cabanyal de la ciudad de Valencia (España).

## Biografía
Hijo de José Gosálvez Ramón, natural de Alboraya y de María Ignacia Navarro Cualladó, natural de Pueblo Nuevo del Mar, vecinos de Pueblo Nuevo del Mar (Valencia). 
Inició su carrera profesional en Madrid como ayudante del Cuerpo Nacional de Ingenieros de Caminos, Canales y Puertos, hasta que en 1881 se convierte en arquitecto municipal del ayuntamiento de Poble Nou de la Mar. El 1 de enero de 1890 es elegido alcalde, antes de quedar el municipio anexionado a la ciudad de Valencia, dimitiendo al poco tiempo.
Inició la transformación urbanística del barrio del Cabanyal, pasando de unos precarios poblados marítimos de barracas a un conjunto acorde a los tiempos, actual y moderno. Su hijo, el también arquitecto Víctor Gosálvez, y el arquitecto Ángel Romaní, continuarian su labor edificando distintos edificios y proyectos en el barrio del Cabanyal.

## Obras
- Lonja de Pescado del Cabanyal, (1904-1909).
- Casa Calabuig, (1906-1909).
- El Casinet de la Sociedad Musical Unión de Pescadores, (1909).
- Casa Marcelino Pérez - València; Espanya (any 1906)
- Casa Rafael Peyró - València; Espanya (any 1906)
- Casa Vda. de Sanz - València; Espanya (any 1907)
- Casa Miguel Cortés - València; Espanya (anys 1908-1909)
- Casa - València; Espanya (any 1911)
- Casa A.S. - València; Espanya